# Patrick Nee
Patrick Nee (Rosmuc, 1943) è un imprenditore e mafioso irlandese naturalizzato statunitense.
Come molte famiglie del Connemara Gaeltacht, i Nees parlavano la lingua irlandese.
Con la famiglia migrò in America, nel 1952, stabilendosi nella Boston meridionale, Massachusetts. Divenne membro della Mullen Gang all'età di 14 anni, facendo diverse guerre di quartiere primo di entrare nella marina americana. Partecipò alla guerra del Vietnam con la 4ª Brigata Marina, nel 1965, combattendo a Phu Bai.

## Carriera criminale
Tornato a Boston, nell'ottobre 1966, si riunì alla Mullen Gang e divenne uno dei leader dell'omonima banda.
Il 13 maggio 1972, presso Framingham, venne assassinato Donald Killeen, capo mafioso della Killeen Gang, da parte di James J. Bulger, novello capo mafioso della Winter Hill Gang. Nee, insieme all'amico Paul McGonagle, scatenarono una nuova battaglia nell'area meridionale di Boston; Bulger ebbe nuovamente la meglio sulla Mullen Gang, ma sia lui che Nee e McGonagle lasciarono la città. Nee aveva perso molti uomini in questo scontro e necessitava di un periodo di recupero, durante il quale fu aiutato dal capo mafioso italo-americano Joe Russo: i due unirono le rispettive bande criminali e Nee assunse il ruolo di capo della nuova banda.
Nee si trasferì a Charlestown, Massachusetts e qui riuscì a raccogliere denaro sufficiente tramite il contrabbando di armi, destinate alla Provisional Irish Republican Army.
Nee continuò il contrabbando di armi anche all'estero, principalmente attraverso le imbarcazioni del Valhalla, ma nel 1984 la marina britannica riuscì ad intercettare alcuni carichi, grazie anche alla marina militare irlandese. L'equipaggio del Valhalla fu immediatamente arrestato da agenti Americani.
Nee abbandonò anche Charlestown e si nascose finché, una volta scoperto, fu arrestato nel 1987 e condannato a diciotto mesi di prigione.
Dopo la sua liberazione, nel 1989, Nee fu disgustato dall'assassinio di un suo uomo, John McIntyre, da parte di Bulger. Fondò un proprio gruppo criminale, facendo diverse rapine per raccogliere soldi per l'IRA. Fu arrestato dall'FBI durante un furto di un furgone blindato, a Abington, Massachusetts, il 13 gennaio 1990. Fu condannato a trentasette anni di prigione ma fu scarcerato dopo otto anni.

## Stato attuale
Patrick Nee lavora come dirigente, presso Boston e passa il suo tempo con le due figlie ed i suoi nipoti; inoltre, grazie ad una sua proposta, è stato possibile eseguire la costruzione "The Big Dig", presso la periferia di Boston.
| Controllo di autorità | VIAF (EN) 24014644 · ISNI (EN) 0000 0000 4041 3820 · LCCN (EN) n2005090681 · GND (DE) 1146797826 |